# 不屈的女人
《不屈的女人》，是2010年1月13日至3月17日於日本電視台逢星期三晚十點播映的電視劇，由菅野美穗主演。

## 概要
這是描繪一個32歲的女子，在結婚、工作、朋友、社會各個領域上，抱著「無論如何也不能委曲求全」的信念而作戰的故事。
主演的菅野美穗是自「破案天才奇娜」以來再次於日本電視台週三連續劇中出演。
本劇獲得第47回Galaxy獎勵賞。

## 故事
荻原早紀（菅野美穗）是一間法律事務所見習的律師助手，並而成為律師為目標，但是她報考司法試竟然連續9年不合格。因此在她身邊的人都勸她早日結婚，但是早紀總是抱著不委曲求全的信念，希望能自我決定何時踏向人生各個階段。有一日，早紀重遇了高中時她的同班同學長部璃子（永作博美）。緊接之後早紀被戀人坂本正登（塚本高史）求婚了，而從意想不到事件之下相識的一個朋友，藍田光輝（谷原章介）卻忠告她「別對結婚有夢想」，早紀開始在自己不委曲求全的人生中產生了迷惑。

## 演員表
- 荻原早紀（32→33） - 菅野美穗（幼年期：淺見姫香）（香港配音：程文意）
- 藍田光輝（36） - 谷原章介（香港配音：陈廷轩）
- 坂本正登（29） - 塚本高史（香港配音：李凱傑）
- 今田健治（19） - 市川知宏（香港配音：張方正）
- 横谷里美（25） - 能世安奈（香港配音：張頌欣）
- 增野所長（55） - 西岡德馬
- 荻原光（56） - 朝加真由美（香港配音：蔡惠萍）
- 荻原義紀 - 林泰文
- 長部璃子（34） - 永作博美（香港配音：許盈）
- 副署長 -小林進（香港配音：林國雄）
- 三田 - 柳谷由香

長部家の家政婦。
- 長部善隆（38） - 山口馬木也（香港配音：陳欣）
- 長部富貴惠（60） - 高林由紀子
- 長部夢（7） - 松浦愛弓
- 長部望（3） - 瀧田匠（香港配音：梁少霞）
- 中島剛志 - 平泉成（香港配音：林保全）

### 客串演出
- 諮詢者 - 高橋由美子（第1話）
- 諮詢者的丈夫 - 飯田基祐（第1話）
- 光輝的女人 - 杏小百合、和泉佑三子（第1話）
- 永井醫生 - 吉家章人（第1・3話）（香港配音：林保全）
- 護士 - 加藤直美（第1・3話）
- 仲野貫一 - 近藤公園（第2話）
- 部長 - 大河內浩（第2話）
- 諸井商事社長 - 藥師寺順（第2話）
- 轉包工作員 - 瀬戸将哉、山崎健二（第2話）
- 女公關 - 小河里美（第2話）
- 俱樂部的店長 - 赤屋板明（第2話）
- 健治的母親 - 酒井麻吏（第2・3・7・8話）（香港配音：黃鳳英）
- 僧侶 - 橋本宗篤（第3話）
- 荻原光的學徒 - 石丸佐知、光平崇弘（第3話）
- 沙織 - 森望美（第4話）
- 健治的朋友 - 橋本銀次（第4・6話）
- 諮詢者 - 有薗芳記、新納敏正（第5話）
- 諮詢者 - 平田裕香（第7話）
- 諮詢者的孩子的父親 - 真勝國之（第7話）
- 光輝的原交往對象 - 中鉢明子（第7話）
- 道生雪 - 片岡禮子（第7・8・9・最終話）（香港配音：林芷筠）
- 光輝的父親 - 須永慶（第8話）
- 光輝的相親對象 - 渡邉小百合（第8話）
- 光輝的相親對象的父親 - 神埼智孝（第8話）
- 光輝的相親對象的母親 - 丸山瑠真（第8話）
- 古本屋的店主 - 半海一晃（第8話）
- 舊貨店的店員- 中村泰三（第8話）
- 餐廳的店長 - 櫻庭博道（第8・9話）
- 里美的親戚 - 橋本宗篤、森山米次（第9話）
- 收費老人院的入住者 - 橘家二三蔵（第9話）

收費老人院的老爺爺。
- 收費老人院的看護人- 重廣禮香（第9話）

收費老人院的女性看護。
- 司法考試的考試官 - 野元學二（最終話）
- 超市的索賠客人 - 川淵良和（最終話）
- 超市的收費員 - 泉里香（最終話）
- 超市的店長 - 三宅重信（只有聲音、最終話）
- 特別養護老人院的入住者 - 小野敦子、奧野匡、小貫加惠、山浦榮（最終話）

特別養護老人院的老奶奶和老爺爺們。
- 荻原燈 - 淺見姫香〔嬰兒期：山田果唯莉〕（最終話）
- 蓮美光 - 佐藤詩音（最終話）
- 蓮美光的朋友 - 吉原真諒、菊池瑛心（最終話）

## 工作人員
- 劇本： 遊川和彦
- 總製作人： 櫨山裕子
- 製作人： 大平太、山本由緒、太田雅晴
- 演出：  南雲聖一、吉野洋、木内健人（5年D組）
- 音樂： 池賴廣
- 技術協力： NiTRO
- 製作協力： 5年D組
- 製作著作： 日本電視台

## 主題曲
- aiko「無法挽回的明日」（PONY CANYON INC）

## 各集播出時間及副題
| 各話                                                                     | 放送日        | 副標題（日文原文） | 中文 | 收視率 |
| ------------------------------------------------------------------------ | ------------- | ------------------ | ---- | ------ |
| 第1話                                                                    | 2010年1月13日 |                    |      | 15.4%  |
| 第2話                                                                    | 2010年1月20日 |                    |      | 11.0%  |
| 第3話                                                                    | 2010年1月27日 |                    |      | 13.7%  |
| 第4話                                                                    | 2010年2月3日  |                    |      | 13.3%  |
| 第5話                                                                    | 2010年2月10日 |                    |      | 13.1%  |
| 第6話                                                                    | 2010年2月17日 |                    |      | 14.5%  |
| 第7話                                                                    | 2010年2月24日 |                    |      | 13.6%  |
| 第8話                                                                    | 2010年3月3日  |                    |      | 15.9%  |
| 第9話                                                                    | 2010年3月10日 |                    |      | 16.4%  |
| 最終話                                                                   | 2010年3月17日 |                    |      | 18.6%  |
| 平均收視率 14.6%（收視率為日本關東地區的收視率及由Video Research社調查） |               |                    |      |        |

## 獲獎
- 第64回日劇學院賞主演女優賞：菅野美穗

## 作品變遷
| 日本 日本電視台 日本電視台週三連續劇      | 日本 日本電視台 日本電視台週三連續劇 | 日本 日本電視台 日本電視台週三連續劇 |
| ----------------------------------------- | ------------------------------------ | ------------------------------------ |
|                                           | （2010.1.13 - 2010.3.17）            |                                      |
| 婦產科的女醫生 （2009.10.14 - 2009.12.9） | Mother （2010.4.14 - 2010.6.23 ）    |                                      |

| 緯來日本台 週一至週五 每晚9點                   | 緯來日本台 週一至週五 每晚9點      | 緯來日本台 週一至週五 每晚9點 |
| ----------------------------------------------- | ---------------------------------- | ----------------------------- |
|                                                 | （2010.8.31 - 2010.9.13）          |                               |
| 空中急診英雄 特別篇+2 （2010.8.12 - 2010.8.30） | 流星之絆 （2010.9.14 - 2010.9.27） |                               |

| 香港 無綫劇集台 星期日17:30-19:15及23:30-01:15                             | 香港 無綫劇集台 星期日17:30-19:15及23:30-01:15                                      | 香港 無綫劇集台 星期日17:30-19:15及23:30-01:15 |
| -------------------------------------------------------------------------- | ----------------------------------------------------------------------------------- | ---------------------------------------------- |
|                                                                            | （2010.12.19 - 2011.01.16）                                                         |                                                |
| 任俠「耆」兵 （2010.11.07 - 2010.12.12）                                   | 決定不哭的日子 （2011.01.23 - 2011.02.13） 決定不哭的日子~秘書室起義 （2011.02.20） |                                                |
| 香港 高清翡翠台 週一至週五 高清劇場 23:45至00:45（其他重播時段請參見這裡） |                                                                                     |                                                |
| 水滸傳 （2011.05.04 - 2011.08.31）                                         | （2011.09.01 - 2011.09.14）                                                         | 給60年後的情書 （2011.09.15）                  |
| 香港 高清翡翠台 星期日09:00-11:00                                          |                                                                                     |                                                |
| 單身情歌 （2012.05.13 - 2012.07.01）                                       | （2012.07.08 - 2012.08.12）                                                         | 妙手蘭心 （2012.08.19 - 2012.09.16）           |

## 外部連結
- 不屈的女人 （页面存档备份，存于）